# Стовп'яги
Стовп'я́ги — село в Україні, в Бориспільському районі Київської області. Населення становить 864 осіб. Входить до складу Дівичківської сільської громади.

## Історія
Вперше село згадується 1622 року під назвою Стулпяки
Позначене на карті Г.Левассера де Боплана 1648р. під назвою Ступіги.
За гетьманщини Стовп'яги належало до Трахтемирівської сотні Переяславського полку.
З 1751 року церква св. Миколая
За описом Київського намісництва 1781 року село відносилось до Переяславського повіту цього намісництва, і у ньому, разом із селищем Гречаники, нараховувалось 104 хати виборних козаків, козаків підпомічників, посполитих, різночинських і козацьких підсусідків.
За книгою Київського намісництва 1787 року у Стовп'ягах проживало 329 осіб. Було у володінні різного звання «казених людей», козаків і власників: графа Рум'янцова-Задунайського, статського радника Вишневського і надвірного радника Іскри.
З ліквідацією Київського намісництва, Стовп'яги у складі Переяславського повіту перейшло до Полтавської губернії.
Є на мапі 1812 року
В 1929 році у Стовп'ягах було 429 дворів та проживало 1557 мешканців. На території села, в 1925 році, було організовано першу на Переяславщині комуну «Червоний шлях», пізніше утворено колгосп ім. Ворошилова в 1929 році. Неподалік, у Гречаниках, з 1930 року працювала артіль «Вільна праця». Під час колективізації були показово розкуркулені 8 сімей.
Як і у інших селах, стовп'язькі селяни не бажали йти в колгоспи. Після виконання основного та зустрічного плану хлібозаготівель 1931 року в селі Стовп'яги та селах Гречаники, Веселе, Кавказ почалося голодування людей та падіж худоби від нестачі кормів. Щоб врятуватись від голодної смерті, люди обмінювали речі в райцентрі, ходили з речами просто від села до села. Всі, в кого залишалось хоч трохи фізичної сили, намагались знайти якусь роботу з надією мати пайок. Декому щастило влаштуватись на місцеві торфорозробки, сезонні роботи з вирощування буряків (сапання, збирання довгоносика).
Відбирання хлібу зрештою дало свій жахливий результат: у селах Стовп'язької сільради, як і у всій Україні, почався масовий голод. Хоча жителям цих сіл було трохи легше, бо вони розташовані біля водойм, де водились риба, рогіз, черепашки. Відносно легше було членам колгоспів: у них не конфіскували корів, не так тиснув на них тягар податків. У колгоспах на трудодні видавали трохи зерна та інших продуктів (хоча «буксирні бригади» нерідко це все забирали в рахунок хлібозаготівель). Навесні і на початку літа 1933 року колгоспники могли заробити миску «баланди» чи затірки під час польових робіт з фондів громадського харчування. Більші шанси вижити і вберегти від загибелі родини мали сільські ремісники та працівники апарату колгоспів.
Під час голодомору в селі Стовп'яги загинуло не менше 82 чоловік.
З початком німецько-радянської війни 896 жителів Стовп'яг було мобілізовано до війська. У вересні 1941 року сільську школу було закрито (пізніше в приміщенні школи влаштували військовий шпиталь), а учнів під керівництвом голови сільської ради С. П. Сяська відправлено на оборонні роботи в Чернігівську область. 26 вересня 1941-го в село вступили німці. Організовані частини німецького війська перебували в селі до 7 жовтня. Пізніше в селі залишилися лише тиловики та поліцаї з місцевих.
На фермі колгоспу ім. Ворошилова німці обладнали тимчасовий табір для військовополонених. Там, в колишніх колгоспних свинарниках, утримувалося близько двохсот полонених, половина з яких протягом перебування в таборі, померла від тифу. Структуру колгоспів німці залишили, але слово «колгосп» замінили на слово «громгосп» (громадське господарство).
У квітні 1942 року в сільську управу прийшло перше розпорядження районного гебітскомісара про відправку до Німеччини першої партії сільської молоді віком від вісімнадцяти до тридцяти п'яти років. За час окупації із сіл Стовп'язької сільради на роботу до Третього рейху було вивезено 139 осіб, що врятувало багатьох від нсильницької російської мобілізації 1943 року і масової загибелі у так званій Битві за Дніпро. Імена 29 з них залишаються невідомими. Станом на 26 вересня 1946 року додому повернулося 78 осіб, двоє померло в Німеччині, двоє остарбайтерів одружилися і залишилися за кордоном. Не повернулися додому й 293 воїни, полігши на фронтах війни.
Період німецької окупації для села завершився 22 вересня 1943 року, та знову почався період російської окупації.
У післявоєнний час на території сільради було відновлено роботу колгоспів: «Вільна праця» — в селі Гречаники, ім. Ворошилова — в селі Стовп'яги, «Червоний шлях» — у селі Комуна, а також до 1957 року діяла торфартіль, У 1953 році всі колгоспи було об'єднано в один — імені Малінкова. Пізніше, у 1959 році він увійшов до складу новоутвореного радгоспу Дніпро, до якого входили села Стовп'яги, Дівички, Підсінне, Ковалин.
У лютому 1960 Підсінненська і Стовп'язька сільські ради Переяслав-Хмельницького району були об'єднані в Стовп'язьку.
З 1964 року Стовп'язька і Дівичківська сільські ради Переяслав-Хмельницького району були об'єднані в Дівичківську сільраду.
У березні 1966 року одним з рішень виконавчого комітету Київської обласної ради депутатів трудящих № 149 «Про адміністративно-територіальні зміни в окремих районах області» було відновлено 5 сільських рад. Серед цих відновлених сільських рад була і Стовп'язька сільська рада Переяслав-Хмельницького району з центром в селі Стовп'яги, якій підпорядковані села Веселе, Гречаники, Кавказ, Підсінне і Соснова (у 2002 р. село виключено з облікових даних) Дівичківської сільради. Цим же рішенням було взято на облік село Червоний Шлях, підпорядкувавши його Стовп'язькій сільраді Переяслав-Хмельницького району.
Після чорнобильської катастрофи у селі Стовп'яги було збудовано 265 будинків для переселенців із зони забруднення.
2 лютого 1995 року, у селі відкрила двері нова школа на 366 місць.
У листопаді 2017 року Стовп'яги увійшли до Дівичківської сільської об'єднаної територіальної громади утвореної шляхом об'єднання жителів сіл: Дівички, Єрківці, Ковалин, Стовп'яги, Веселе, Гречаники, Кавказ.